# Air Moorea
Air Moorea fue una aerolínea de Papeete, Tahití, Polinesia Francesa. Operó para el servicio doméstico entre las Islas de Polinesia. Su sede se localizaba en el Aeropuerto Internacional Faa'a, Papeete. 
Entre 1967 y 2010, Air Moorea operó un servicio de lanzadera entre el Aeropuerto Internacional Faa'a (en Tahití) y el aeropuerto de Moorea en Moorea-Maiao, realizando hasta 40 vuelos diarios. Los 17 kilómetros que separan las dos islas se recorrían en 7 minutos de vuelo.
Air Moorea era una filial de la empresa Air Tahiti que proporcionaba transporte aéreo regular entre islas en la Polinesia Francesa.
Desde el 1 de noviembre de 2010, el servicio de lanzadera Twin Otter entre Tahití y Moorea está suspendido, abriendo así una nueva página en la historia de la aviación en la Polinesia.

## Historia

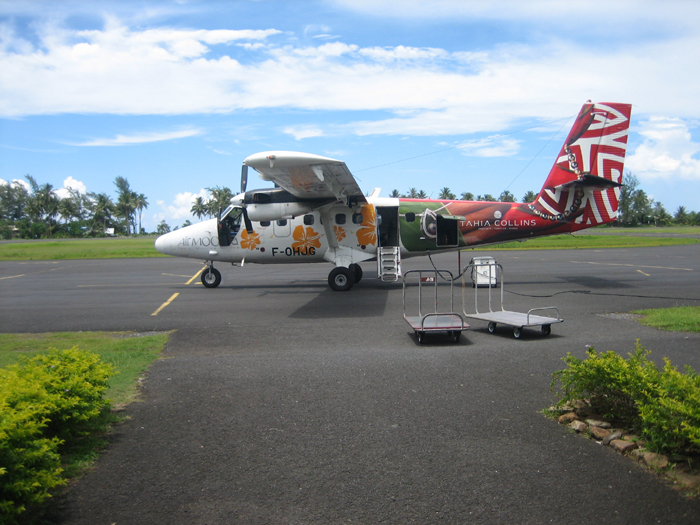
Twin Otter de la compañía Air Moorea.

Air Moorea se fundó en 1967, con la apertura de la pista de Moorea. La empresa fue fundada por un entusiasta de la aviación, Georges Ravel. La conexión aérea con la isla hermana se realiza mediante un Piper PA-28 Cherokee de cinco plazas.
En 1950, Marcel Lejeune creó una empresa para prestar también servicios a la isla hermana bajo el nombre de Air Tahiti. Su flota está compuesta entonces por un Cessna 206 de cinco plazas y un Piper PA-23 Aztec de tres plazas. El Cessna está destinado más específicamente a prestar servicio en Moorea, mientras que el Piper realiza con mayor frecuencia vuelos chárter.
Después de unos meses, estas dos empresas ofrecen lanzaderas entre Tahití y Moorea. En 1969, Marcel Lejeune compró Air Moorea a Georges Ravel y el Piper PA-28 Cherokee se une a la flota de Air Tahiti.

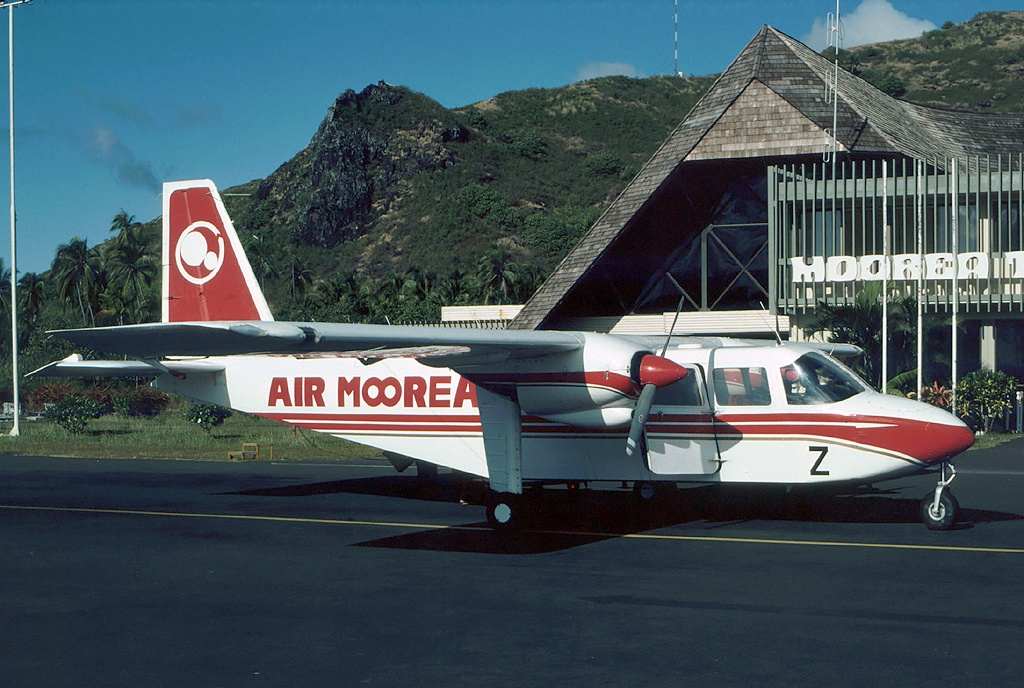
Britten-Norman Islander de Air Moorea en el aeropuerto de Moorea (1988)

En 1972, la flota fue completada por los Britten-Norman Islander. “El Islander es un avión rústico”, afirma Jean Gilot, expiloto y director general de la empresa, “es sencillo, puede detenerse en 200 m y es controlable una vez que está en el aire”. Gracias a su motor de carburador, el Islander reacciona mejor a los arranques en caliente que un motor de inyección y, por tanto, es ideal para los saltos que suponen los vuelos entre Tahití y Moorea. El tiempo de vuelo en ese momento ya era de 12 minutos.
Air Tahiti adquirirá más Britten-Norman Islander. Estos aviones de nueve plazas serán operados por Air Moorea hasta el año 2000.

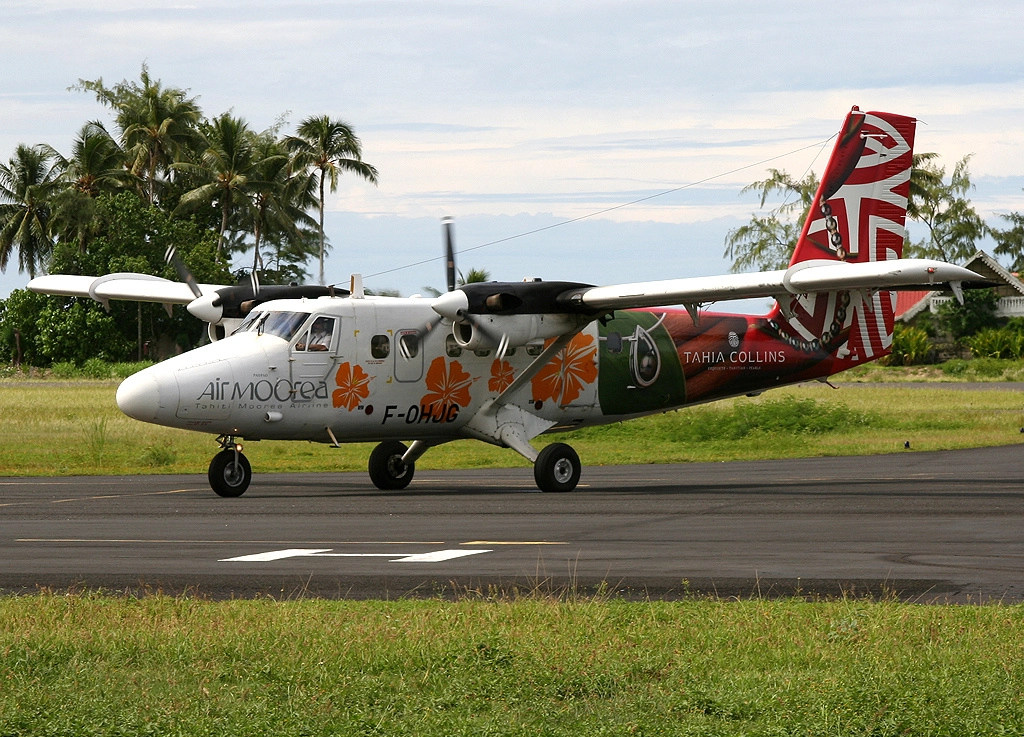
De Havilland Canadá DHC-6 Twin Otter de Air Moorea en el aeropuerto de Moorea (2007)

En 1975, se puso en funcionamiento en la línea el primer De Havilland Canadá DHC-6 Twin Otter [registrado F-OCFJ], seguido rápidamente por un segundo. Con 19 plazas para pasajeros, durante 25 años circularán entre Tahití y Moorea, desde el amanecer y, a veces, hasta altas horas de la noche. 
Los ocho aviones ofrecían un servicio de transporte bajo demanda y están listos para despegar tan pronto como se presenten un mínimo de 8 pasajeros. Sin tener que competir con los barcos, Jean Gillot recuerda un fin de semana del 15 de agosto en el que se transportaron cerca de 1.200 personas durante el día. El avión estaba aún más integrado en la vida cotidiana de la época, ya que el eslogan publicitario de la empresa era "¡15 minutos de tiempo máximo de espera!". En los años de prosperidad para el tráfico aéreo entre Tahití y Moorea, Air Tahiti transportaba, en los años 1970, hasta 115.000 pasajeros al año.

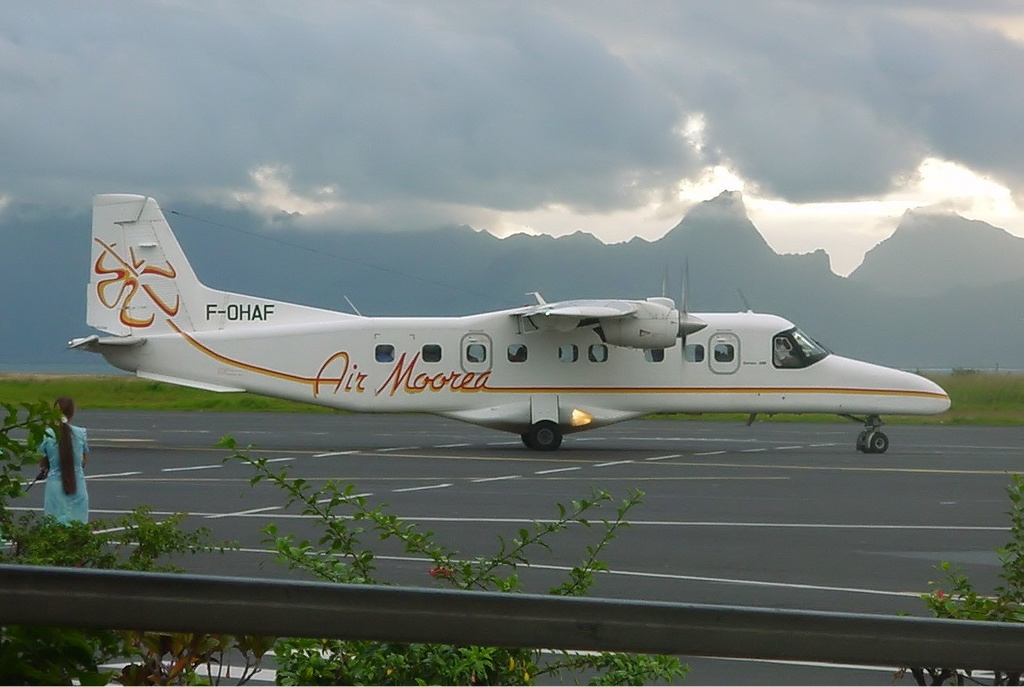
Dornier Do 228 de Air Moorea en el Aeropuerto Internacional Faa'a (2000)

El 1 de enero de 1987 la empresa volvió a cambiar de nombre. Se cambia el nombre de Air Tahiti por el de Air Moorea, más representativo del servicio prestado. El nombre Air Tahiti también pasa a formar parte de la empresa Air Polynésie. El servicio a la isla hermana no se ve afectado por este cambio de identidad. 
Con el paso de los años, la pista de Moorea verá aterrizar ATR de Air Tahiti en la isla hermana, pero estos son vuelos en continuidad con los vuelos de las Islas de Sotavento, y la mayor parte del servicio lo realizaban De Havilland Canadá DHC-6 Twin Otter de Air Moorea hasta su cese, en noviembre de 2010.

## Antigua flota
La aerolínea operó en el pasado las siguientes aeronaves:
| Aeronaves                            | Total | Introducido | Retirado | Matrículas                                                      |
| ------------------------------------ | ----- | ----------- | -------- | --------------------------------------------------------------- |
| Beechcraft Modelo 18                 | 1     | 1977        | 1980     | F-OCUU                                                          |
| Britten-Norman Islander              | 4     | 1972        | 2000     | F-OCMN, F-OCMO, F-OCOY y F-OCOZ                                 |
| De Havilland Canadá DHC-6 Twin Otter | 8     | 1974        | 2010     | F-OCFJ, F-ODBN, F-OHFJ, F-OHJG, F-OIQI, F-ODUH, F-OIQP y F-OIQF |
| Dornier Do 228                       | 2     | 1990        | 1997     | F-OHAA y F-ODUN                                                 |